# Strangefolk (álbum)
Strangefolk es el tercer disco de la banda inglesa Kula Shaker. El álbum ha recibido críticas dispares desde su lanzamiento. Entró en las listas de Reino Unido colocándose en el puesto 69.[cita requerida] Strangefolk fue producido en colaboración con un equipo de estrellas creadores de éxitos y ganadores de Grammys, entre ellos, Tchad Blake (Peter Gabriel, Crowded House), Sam Williams (Supergrass) y Chris Sheldon (Foo Fighters, Pixies). 

## Listado de canciones
1. "Out On the Highway"
2. "Second Sight"
3. "Die for Love"
4. "Great Dictator (Of the Free World)"
5. "Strangefolk"
6. "Song of Love / Narayana"
7. "Shadowlands"
8. "Fool That I Am"
9. "Hurricane Season"
10. "Ol' Jack Tar"
11. "6ft Down Blues"
12. "Dr. Kitt"

Además, todas las ediciones del disco contienen al menos un tema extra. Los temas extras disponibles en las diferentes ediciones del disco son los siguientes:
- "Persephone" (tema extra en las ediciones japonesa, británica y estadounidense / lanzamiento en CD para Europa)
- "Super CB Operator" (tema extra en las ediciones japonesa, británica y estadounidense / lanzamiento digital para Europa)
- "Wannabe Famous" (tema extra exclusivo de la edición japonesa)

## Curiosidades
- En una entrevista para BBC Radio 2 durante el lunes 10 de septiembre de 2007, Crispian Mills confirmó que Strangefolk era en un principio el título que le iban a haber puesto a su disco de 1999, Peasants, Pigs and Astronauts.
- Song of Love/Narayana incorpora elementos de los temas Narayan y Climbatize, ambos del álbum The Fat of the Land, de The Prodigy. Mills coescribió Narayan y también cantó en el mismo.